# Smilax lappacea
Smilax lappacea là một loài thực vật có hoa trong họ Smilacaceae. Loài này được Humb. & Bonpl. ex Willd. miêu tả khoa học đầu tiên năm 1806.